# Cyclodinus humilis
Cyclodinus humilis är en skalbaggsart som först beskrevs av Ernst Friedrich Germar 1824.  Cyclodinus humilis ingår i släktet Cyclodinus, och familjen kvickbaggar. Arten är reproducerande i Sverige.